# Riksminister
Riksminister (tyska: Reichsminister),  titeln för minister i centralregeringen under Weimarrepubliken och Nazityskland, 1919-1945.